# Timoci Matanavou

a Compétitions nationales et continentales officielles uniquement.

b Matchs officiels uniquement.
Dernière mise à jour le 19 septembre 2021.
Timoci Matanavou, né le 8 juillet 1984 à Lautoka, est un joueur de rugby fidjien. International fidjien en rugby à sept, il dispute une saison des World Rugby Sevens Series en 2007-2008. La saison suivante, il arrive en France pour jouer au rugby à XV au sein du Stade montois en Pro D2. En 2011, il devient le meilleur joueur et le meilleur marqueur d'essais de la compétition, lui permettant d'être recruté par le Stade toulousain avec qui il sera champion de France en 2012. En 2017, il fait son retour au Stade montois.
Il serait le cousin au premier degré de Sireli Bobo.

## Carrière

### En club
En rugby à XV, il arrive en 2008 au Stade montois, club tout juste promu en Top 14 qui redescend en Pro D2 en 2009. Meilleur marqueur d'essais de Pro D2 2010-2011 (19 essais en 28 matchs), Matanavou est élu meilleur joueur de ce championnat lors de la huitième Nuit du rugby.

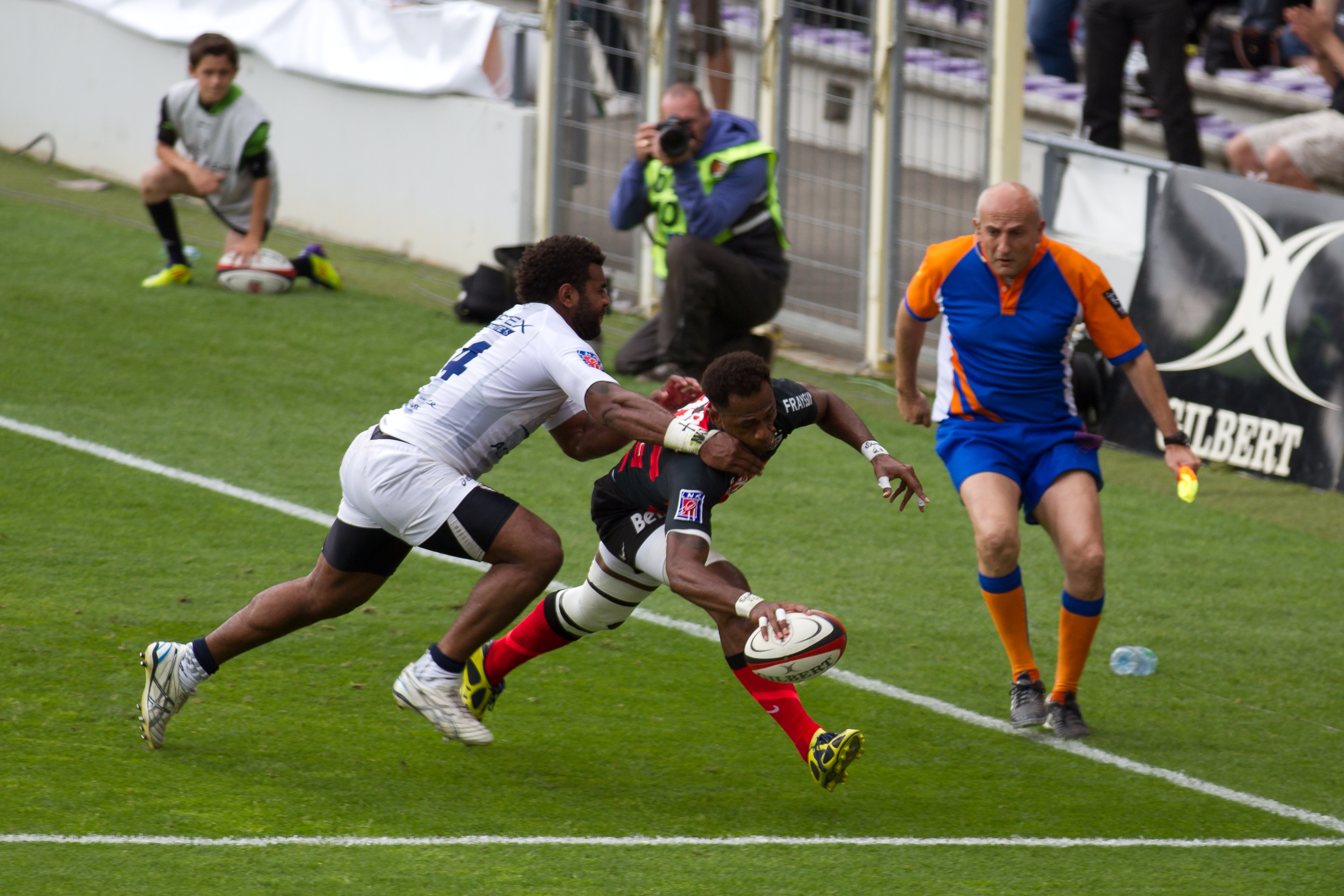
Timoci Matanavou sous le maillot du Stade toulousain en 2012.

En 2011, ayant signé pour deux ans au Stade toulousain, il retrouve le Top 14 et découvre la H Cup. Dans celle-ci, il marque son premier essai contre Gloucester, à la suite d'une passe millimétrée de Luke McAlister. Il termine meilleur marqueur de la H Cup 2011-2012, avec huit essais (devant Rob Kearney, six essais). Dans le Top 14 de cette année-là, avec dix essais, il termine (à égalité avec Yves Donguy) meilleur marqueur du Stade toulousain, qui remporte le bouclier de Brennus.
En 2016, il quitte le Stade toulousain pour rejoindre l'USA Perpignan. Cependant, il ne se présente jamais aux entraînements de la reprise en début juillet jusqu'au début du championnat fin août, le club décide alors de le licencier avant même qu'il ne dispute une rencontre avec le club.
Six ans après avoir quitté Mont-de-Marsan, Timoci Matanavou retourne au Stade montois pour la saison 2017-2018.

### Équipe nationale
Il est convoqué pour la première fois dans l'équipe des Fidji de rugby à sept pour la saison 2007-2008 de l'IRB Sevens World Series. Il participe alors à quatre tournois, ceux de Hong Kong, Adélaïde, Londres et Édimbourg.
En novembre 2012, Timoci Matanavou est appelé pour la première fois avec l'équipe des Fidji pour pallier certaines blessures. Il y disputera son premier match en tant que titulaire face à l'équipe anglaise de Gloucester. Il obtient une seule cape internationale à l'occasion d'une rencontre, le 16 novembre 2012, face à l'Irlande (défaite 53-0).

## Palmarès

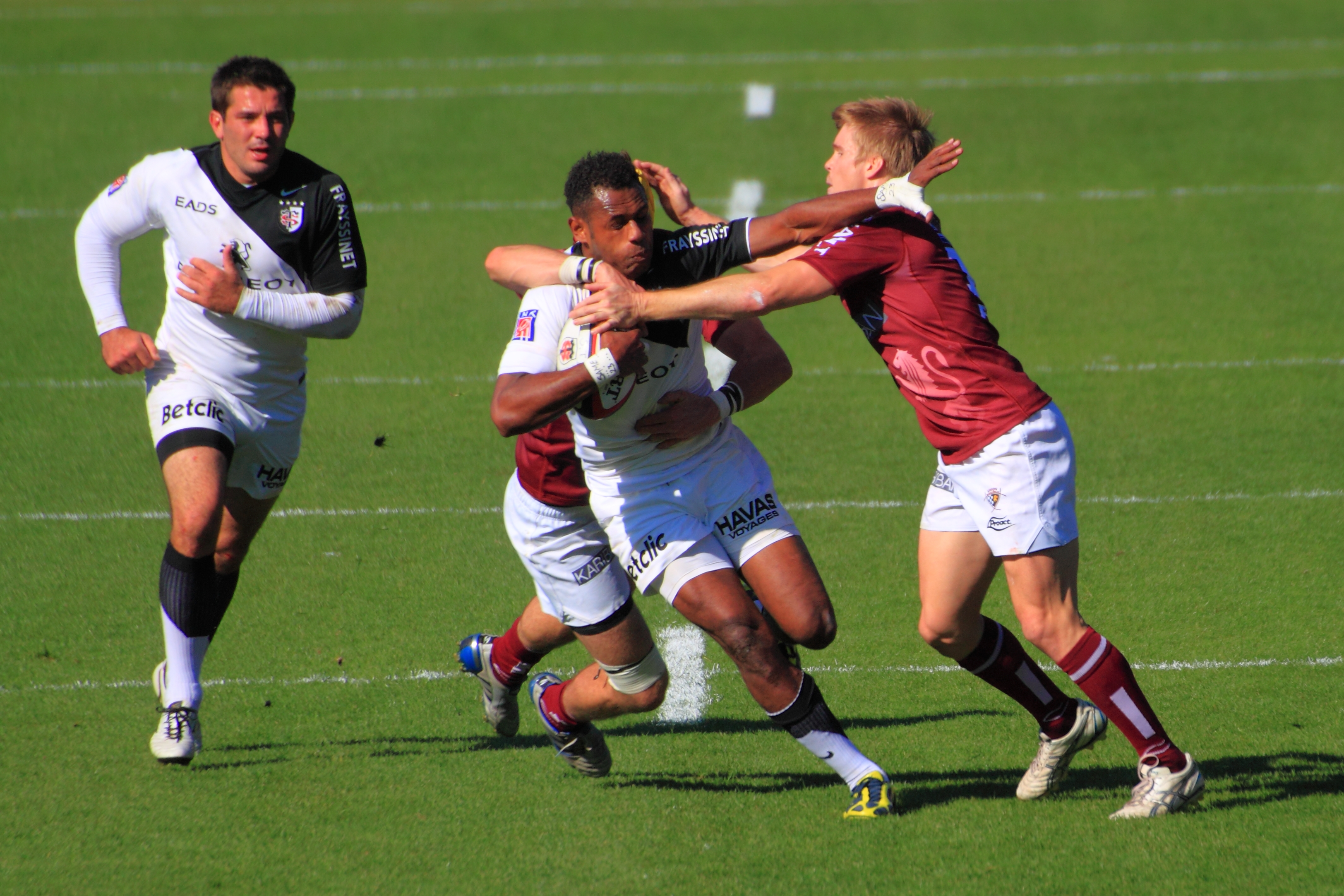
Timoci Matanavou en 2011.

### En club
- Vainqueur du championnat de France 2012 avec le Stade toulousain

### En équipe nationale
- international avec l'Équipe des Fidji de rugby à sept en 2007 et 2008

## Palmarès personnel
- Meilleur marqueur d'essais de ProD2 2010-2011.
- Meilleur marqueur d'essais de la H-Cup 2011-2012.
- Meilleur joueur de la Pro D2 pour la saison 2010-2011 élu lors de Nuit du rugby 2011.